# Cứu Chỉ
Cứu Chỉ (zm. między 1059 a 1065) – wietnamski mistrz thiền ze szkoły vô ngôn thông.

## Życiorys
Pochodził z Châu Minh w Phù Đàm. Jego rodzinnym nazwiskiem było Đàm.
Już jako młody chłopiec studiował zarówno konfucjańskie, jak i buddyjskie książki i całkowicie je rozumiał.
Pewnego dnia podczas czytania powiedział: "Zarówno Konfucjusz jak i Mozi byli przywiązani do istnienia. Zarówno Zhuangzi jak i Laozi byli przywiązani do nieistnienia. Ta konwencjonalna klasyka nie jest nauką o wyzwoleniu. Tylko buddyjskie nauki aprobują zarówno istnienia jak i nieistnienie i całkowicie rozumieją narodziny i śmierć. Trzeba zachować dyscyplinę i rozwijać się energicznie, oraz szukać pieczęci potwierdzenia od oświeconych nauczycieli." Zatem porzucił konwencjonalne studia i udał się do Địnha Hươnga przebywającego w klasztorze Cảm Ứng, aby otrzymać ordynację mnisią.
Pewnego dnia, gdy Cứu Chỉ pytał o nauki, Định Hương zapytał jego: "Co jest ostateczną prawdą?" Cứu Chỉ powiedział: "Nie wiem." Định Hương powiedział: "Już dałem ci ostateczną prawdę." Gdy Cứu Chỉ wahał się starając się wymyślić, co powiedzieć, Định Hương powiedział: "Przegapiłeś to." Po tych słowach Cứu Chỉ osiągnął oświecenie. Định Hương nazwał go Cứu Chỉ [co oznacza Dociekający Prawdy].
W jakiś czas potem Cứu Chỉ udał się do klasztoru Quang Minh na górze Tiên Du, gdzie praktykował ascezę przez sześć lat bez opuszczania góry. W końcu jego reputacja jako nauczyciela dotarła na dwór cesarski i cesarz Lý Thái Tông zaprosił go do stolicy kilkakrotnie, ale Cứu Chỉ się nie pojawił. Sam cesarz trzykrotnie odwiedził świątynię.
W okresie Long Thụy Thái (1054-1059) premier Dương Đạo Gia wybudował wspaniały klasztor Diên Linh na górze Long Đội (obecnie jest to wioska Đội Sơn w prefekturze Duy Tiên prowincji Hà Nam) i zaprosił Cứu Chỉ do objęcia stanowiska opata. Cứu Chỉ odmawiał, ale ostatecznie zgodził się.
Mistrz Cứu Chỉ zmarł w okresie Chương Thánh Gia Khánh, czyli pomiędzy rokiem 1059 a 1065. Jego ciało zostało skremowane tego samego dnia, w którym zmarł. Relikty zostały zebrane i umieszczone w wybudowanej stupie.

## Linia przekazu Dharmy zen
Pierwsza liczba oznacza liczbę pokoleń mistrzów od 1 Patriarchy indyjskiego Mahakaśjapy.
Druga liczba oznacza liczbę pokoleń od 28/1 Bodhidharmy, 28 Patriarchy Indii i 1 Patriarchy Chin.
Trzecia liczba oznacza początek nowej linii przekazu w danym kraju.
- 33/6. Huineng (638-713)
  - 34/7. Nanyue Huairang (677-744) szkoła hongzhou
    - 35/8. Mazu Daoyi (707-788)

  - 36/9. Baizhang Huaihai (720-814)
    - 37/10/1. Vô Ngôn Thông (759-826) Wietnam – szkoła vô ngôn thông
      - 38/11/2. Cảm Thành (zm. 860)
        - 39/12/3. Thiện Hội (zm. 900)
          - 40/13/4. Vân Phong (zm. 956)
            - 41/14/5. Khuông Việt (933-1011)
              - 42/15/6. Đa Bảo (zm. po 1028)
                - 43/16/7. Định Hương (zm. 1051)
                  - 44/17/8. Viên Chiếu (999-1090)
                    - 45/18/9. Thông Biện (zm. 1134)
                      - 46/19/10. Biện Tâi (bd)
                      - 46/19/10. Đạo Huệ (zm. 1173)
                        - 47/20/11. Tịnh Lực (1112–1175)
                        - 47/20/11. Trí Bảo (zm. 1190)
                        - 47/20/11. Trường Nguyên (1110–1165)
                        - 47/20/11. Minh Trí (zm. 1196)
                          - 48/21/12. Quảng Nghiêm (1122–1190
                            - 49/22/13. Thường Chiếu (zm. 1203)
                              - 50/23/14. Thông Thiền (zm. 1228) laik
                                - 51/24/15. Tức Lự (bd)
                                  - 52/25/16. Ứng Vương (bd) laik

                              - 50/23/14. Thần Nghi (zm. 1216)
                                - 51/24/15.. Ẩn Không (bd)

                        - 47/20/11. Tín Học (zm. 1190)
                        - 47/20/11. Tịnh Không (1091–1170)
                        - 47/20/11. Dại Xả (1120–1180)

                  - 44/17/8. Cứu Chỉ
                  - 44/17/8. Bảo Tính (zm. 1034)
                  - 44/17/8. Minh Tâm (zm. 1034)

                - 43/16/7. Thiền Lão
                  - 44/17/8. Quảng Trí
                    - 45/18/9. Mãn Giác (1052–1096)
                      - 46/19/10. Bổn Tịnh (1100–1176)

                    - 45/18/9. Ngộ Ấn (1020–1088)